# 국악이상
국악이상은 2017년 정규 앨범 《어반 풍류》로 데뷔한 대한민국의 국악 밴드이다.

## 방송
- 8.15광복75주년 특집콘서트 <당신이 대한민국입니다> (2020)
- 풍류대장 - 힙한 소리꾼들의 전쟁 (2021) - Top6(5위)

## 음반
- 국악 이상 1집 어반 풍류 (2017)

## 공연
- 랜선국악콘서트 Gugak in 人 (2020)
- 서울국악축제 (2020)
- 이팔청춘 담판콘서트, 청춘가 (2020)
- 2019 커피콘서트 IX 국악그룹 이상 "Urban 풍류" - 인천 (2019)
- 2019 돈화문나들이 (2019)
- 스테이지온 #3. <허난설헌 그리고 이상 '感遇(감우)'> - 경기광주 (2019)
- ASEM culture festival (2019)
- 꽝남성 한국문화의 날 (2019)
- 풍류 (2019)
- 스테이지 온 # 9. 국악그룹 <이상적 풍류> - 경기광주 (2018)
- 국악그룹 이상(E SANG)의 <어반풍류 그리고 청청> (2018)
- 심청으로 풀어내는 국악 (2018)
- Culture Connected – Korea and South Africa (2018)
- 어반 풍류 URBAN PUNGRYU (2017)

## 수상
- 21세기 한국음악프로젝트 금상 (2015)